# Federala kriget
Federala kriget (spanska: Guerra Federal) - även kallat Stora kriget eller Femårskriget - var ett inbördeskrig (1859–1863) i Venezuela mellan konservativa och liberala om monopol och regeringsplatser, då de konservativa motsade sig flera reformer. Liberalerna däremot ville stärka provinsernas självstyre. Det hela ledde till det blodigaste inbördeskriget i Venezuela sedan Venezuelanska självständighetskriget. Hundratals personer dödades, andra svalt ihjäl eller dog av sjukdom, i ett land med endast över en miljon invånare.
Kriget blev främst ett gerillakrig utan centralt kommando för federalisterna. Tre större slag utkämpades: Slaget vid Santa Inés (10 december 1859), där Ezequiel Zamora och 3 400 män besegrade centralarmén bestående av 2 300 man, och cirka 1 200 personer på båda sidor; Slaget vid Coplé (17 februari 1860), seger för general León de Febres Corderos regeringsstyrkor över en federalistarmé bestående av 4 500 men, ledd av Falcón, samt slaget vid Buchivacoa (26 december-27 december 1862). Det hela slutade med undertecknandet av Fördraget i Coche i april månad 1863.